# Ichapekene Piesta
Ichapekene Piesta é uma festividade que ocorre anualmente, entre 30 de julho a 2 de agosto, na cidade boliviana de San Ignacio de Moxos em homenagem a Santo Inácio de Loyola, o padroeiro da cidade.
Trata-se de uma festividade sincrética que mescla elementos da cultura moxena e a evangelização dos povos moxos pelos jesuítas.
As festividades começam em maio com exibições de fogos de artifício, cantos e louvores, e continuam em julho com celebrações diárias e noturnas que incluem diversos tipos de celebrações religiosas.
Um dos principais eventos é a representação da batalha espiritual que resultou na conversão daquele povo ao cristianismo, apresentada como a "Vitória de Santo Inácio", na qual doze guerreiros do sol, usando trajes ornamentados com penas lutam contra os guardiões da bandeira sagrada, que são os "donos" originais da floresta e da água antes de convertê-los ao cristianismo.
Ocorre uma procissão na qual participam 48 tipos grupos de participantes disfarçados de antepassados e animais mascarados, para demonstrar a importância do respeito pela natureza. Alguns participantes utilizam chapéus de alças largas nos quais são instalados fogos de artifício, simbolizando o dom da luz e da visão para viver respeitosamente.
A festividade também inclui danças ao som de música barroca que era o estilo musical da época das missões jesuítas. Outro elemento da festa é um pau de sebo que muitos tentam subir para conseguir prêmios.
Durante as festividades é servida uma bebida não alcoólica denomina como "chicha de camote".
No dia 5 de dezembro de 2012, a Unesco declarou que a festividade fazia parte do "Patrimônio Cultural Imaterial da Humanidade".